# Waltraut Verleih
Waltraut Verleih (geboren im 20. Jahrhundert) ist eine deutsche Rechtsanwältin. Sie war von 2019 bis 2024 auch stellvertretendes Mitglied des Staatsgerichtshofs des Landes Hessen.

## Leben
Nach dem Studium der Rechtswissenschaft ließ sich Verleih in Frankfurt am Main als Rechtsanwältin nieder. Sie ist bei der Frankfurter Anwaltskammer zugelassen, Fachanwältin für Strafrecht und außerdem Mediatorin. Verleih ist zudem stellvertretende Vorsitzende des Frankfurter Anwaltvereins (FAV) und Mitglied der Vereinigung hessischer Strafverteidiger.
Seit 1985 war Verleih immer wieder in spektakulären Prozessen als Anwältin involviert: Sie kritisierte 1985 mit Kollegen die Haftbedingungen von RAF-Insassen. Im selben Jahr verteidigte sie die RAF-"Logistikerin" Gisela Dutzi. Sie vertrat einen Hanauer Arbeiter, dem wegen des Verteilens der Zeitschrift Radikal 1987 Unterstützung einer terroristischen Vereinigung vorgeworfen wurde. Im Prozess um den 1985 von einem Wasserwerfer überrollten Günter Sare vertrat Verleih dessen Angehörige. Sie verteidigte Aktivisten, die 2007 wegen des Protests über Studiengebühren mit harten Strafen belegt oder wegen des Protests über den Bau einer Autobahn 2020 verhaftet wurden. Sie verteidigte einen Kurden, der wegen Spendensammlungen für die PKK mehrfach angeklagt, 2011 zu neun Monaten Haft verurteilt wurde und sich am 12. Februar 2021 hinter dem sächsischen Landtag selbst verbrannte.
Auch für Fußball-Fans tritt Verleih als Rechtsanwältin ein: Sie ist Mitglied der Arbeitsgemeinschaft Fananwälte. So ist sie auch Anwältin des Fanclubs von Eintracht Frankfurt, der nach gewalttätigen Ausschreitungen von ca. 100 der 40.000 Mitglieder bei einem Heimspiel Stadionverbot bei der gegnerischen Mannschaft erhalten hatte.
Am 2. April 2019 wurde Verleih auf Vorschlag der SPD-Fraktion vom Hessischen Landtag, für die Dauer von dessen Wahlperiode, zum stellvertretenden nicht richterlichen Mitglied des Staatsgerichtshofs des Landes Hessen gewählt.